# Никольская Слобода (Брянская область)
Никольская Слобода — деревня в Жуковском муниципальном округе Брянской области.
 Расположена в 10 км к юго-западу от Жуковки, у федеральной автомобильной трассы Р-120 Брянск—Смоленск. Население — 1023 человека (по данным на 2025 год).
В деревне есть: Отдел по работе с территорией деревни Никольская Слобода, Заборско-Никольская сельская администрация, Заборско-Никольский сельский совет народных депутатов, Заборско-Никольская сельская администрация кладбища, Заборско-Никольский сельский клуб, Заборско-Никольская средняя общеобразовательная школа, детский сад, Заборско-Никольская сельская библиотека, Заборско-Никольская врачебная амбулатория, дневной и ночной стационар, психологический центр "Юнеско", отделение почтовой связи "Никольская Слобода 242706", пункт выдачи заказов Wildberries, пункт выдачи заказов Ozon, Почта Банк, финансовые услуги на кассе, участковый пункт полиции, МФЦ Мои документы, Юнистрим, три пилорамы (деревообрабатывающих предприятия), братская могила пятнадцати советских воинов, сооружения, пять электрических подстанций, пять комплексных распределительных устройств, пять трансформаторных будок, пять трансформаторов, две детские площадки, одна спортивная площадка, одно футбольное поле, два автосервиса, склады, хозяйственные корпусы, теплицы, ферма (сельскохозяйственное и животноводческое предприятие), хранилища, три пляжа, три озера, турбаза, колодцы, водоочистные оборудования, водозабор, водозаборная скважина (глубиной 185 метров), подземная насосная станция первого подъёма (производительностью 25 кубических метров в час), пять водонапорных башен (с объёмом бака 50 кубических метров), кладбище, две вышки сотовой связи, сирены, громкоговорители, шесть магазинов, аптека, парикмахерская, салон красоты, водосточные системы, асфальтобетонное покрытие дорог, уличные фонари на столбах, шесть остановок общественного транспорта, дорожные знаки, дорожные разметки, зебры, пешеходные переходы и светофоры. 
Заезд в деревню осуществляется через автомобильную дорогу 15К-836. Также есть автомобильная дорога, ведущая от Никольской Слободы к соседней деревне: 15Н-828 деревня Никольская Слобода-деревня Вышковичи.
С территории деревни регулярно вывозят мусор мусоровозочные машины. На территории кладбища расположены два мусорных контейнера, с которых также регулярно вывозится мусор. В зимнее время года деревню чистят от снега снегоуборочные машины. Деревня оснащена газоснабжением, водоснабжением и электроснабжением. Рядом с деревней протекают различные ручьи. Также рядом с деревней расположены линии высоковольтных электропередач. В деревне есть много улиц, переулков, проспектов, зданий и домов. По всей деревне расположены линии низковольтных электропередач. Деревню окружают дороги, водоёмы, леса и поля.

## История
Упоминается с XIX века (первоначально также называлась Тананыкина, Ананикина, Аненькина); состояла в приходе села Белоголовль. С 1861 по 1929 входила в состав Овстугской волости Брянского (с 1921 — Бежицкого) уезда; с 1929 по 2020 входила в состав Жуковского района. Входила в состав Летошницкого и других сельсоветов. В 1964 году к деревне присоединен посёлок Громово.
После аварии на Чернобыльской АЭС была выбрана как один из основных пунктов организованного переселения людей из районов, подвергнувшихся радиационному заражению (преимущественно из села Заборье); на бюджетные средства было построено большое количество новых жилых домов и объектов социальной инфраструктуры. В 1991 году Никольская Слобода стала центром новообразованного сельсовета, названного Заборско-Никольским (в 2005 году преобразован в муниципальное образование — сельское поселение). 7 августа 2020 года в результате преобразования Жуковского района в Жуковский муниципальный округ Заборско-Никольское сельское поселение было упразднено. Деревня Никольская Слобода входит в состав Жуковского муниципального округа Брянской области.
| Годы      | 1866 | 1926 | 1979 | 1989 | 2002 | 2010 |
| --------- | ---- | ---- | ---- | ---- | ---- | ---- |
| Население | 108  | 287  | 197  | 172  | 1051 | 1003 |